# Microsoft Windows Fundamentals for Legacy PCs
Windows Fundamentals for Legacy PCs (WinFLP) ist ein Thin-Client-Betriebssystem von Microsoft. WinFLP basiert auf Windows XP Embedded und ist für ältere, weniger leistungsstarke Hardware optimiert. Es wurde am 8. Juli 2006 veröffentlicht und wird nicht als vollwertiges Allzweck-Betriebssystem vermarktet, obwohl es funktionell in der Lage ist, die meisten Aufgaben auszuführen. Es enthält nur bestimmte Funktionalitäten für lokale Workloads wie Sicherheit, Verwaltung, Dokumentenbeobachtung und das .NET Framework. Es ist für die Arbeit mit Client-Server-Lösungen, RDP-Clients oder anderen Drittanbieter-Clients entworfen worden. Der Support wurde zusammen mit Windows XP am 8. April 2014 eingestellt. Der Nachfolger ist das auf Windows Embedded 7 basierende Windows Thin PC.

## Geschichte
WinFLP wurde ursprünglich mit dem Codenamen „Eiger“ am 12. Mai 2005 angekündigt. Der Name „Windows Fundamentals for Legacy PCs“ erschien im September 2005 in einer Pressemitteilung.
Die RTM-Version von Windows Fundamentals für Legacy-PCs wurde am 8. Juli 2006 veröffentlicht. Die Veröffentlichung wurde der Presse am 12. Juli 2006 bekannt gegeben. Im Mai 2011 kündigte Microsoft Windows Thin PC als Nachfolger Produkt an.

## Technische Spezifikationen
Microsoft positioniert WinFLP als Betriebssystem, das grundlegende Computerdienste auf älterer Hardware bereitstellt und gleichzeitig Kernverwaltungsfunktionen von neueren Windows-Versionen wie die Windows-Firewall, Gruppenrichtlinien, automatische Updates und andere Verwaltungsdienste bereitstellt. Allerdings gilt es laut Microsoft nicht als universelles Betriebssystem. Windows Fundamentals for Legacy PCs ist ein Windows XP Embedded Derivat und ist somit für ältere PCs optimiert.
Es erfordert deutlich weniger Systemressourcen als Windows XP. Es verfügt auch über grundlegende Netzwerke, erweiterte periphere Unterstützung, DirectX, und die Möglichkeit, die Remote-Desktop-Clients von Compact Discs zu starten.
Das Installationsprogramm für Windows Fundamentals für Legacy PCs verwendet einen modernen GUI-basierten Installationsprozess, ähnlich dem in Windows Vista oder Windows Embedded 2009.

## Vorteile
Neben der besseren Leistung auf älteren PCs erhöht die reduzierte Anzahl von Dateien die Startgeschwindigkeit und die reduzierte Anzahl von Diensten verbessert auch die Sicherheit und Reaktionsfähigkeit.

## Systemanforderungen
Trotz der Optimierung für ältere PCs, sind die Hardware-Anforderungen ähnlich wie bei Windows XP. In der Praxis läuft es schneller auf älteren Prozessoren und verbraucht im Leerlauf tendenziell weniger Arbeitsspeicher.

## Einschränkungen gegenüber Windows XP
Windows Fundamentals für Legacy PCs hat weniger Funktionen als Windows XP. Windows FLP enthält kein Paint, Outlook Express und keines der Windows-eigenen Spiele. Eine weitere Einschränkung ist der fehlende Kompatibilitätsmodus.
Internet Explorer 8 (und 7) kann installiert werden, benötigt aber einen Hotfix, ansonsten schlägt die Installation fehl.

## Sonstiges
Windows FLP steht ausschließlich Microsoft Software Assurance-Kunden zur Verfügung, da es sich um eine kostengünstige Upgrade-Option für Unternehmen handelt, die noch alte Hardware haben auf den kein Windows XP oder neuer lauffähig ist. Es ist nicht im Einzelhandel oder durch OEM-Vertrieb verfügbar.
Am 7. Oktober 2008 wurde Service Pack 3 für Windows Embedded für Point of Service und Windows Fundamentals für Legacy PCs zur Verfügung gestellt.
Am 18. April 2013 wurde Service Pack 3 für Windows Fundamentals für Legacy PCs (Version 3) zur Verfügung gestellt.
Windows FLP hat die gleiche Lebenszyklusrichtlinie wie Windows XP; Der Extended-Support endete am 8. April 2014.